# Albert Schaffter

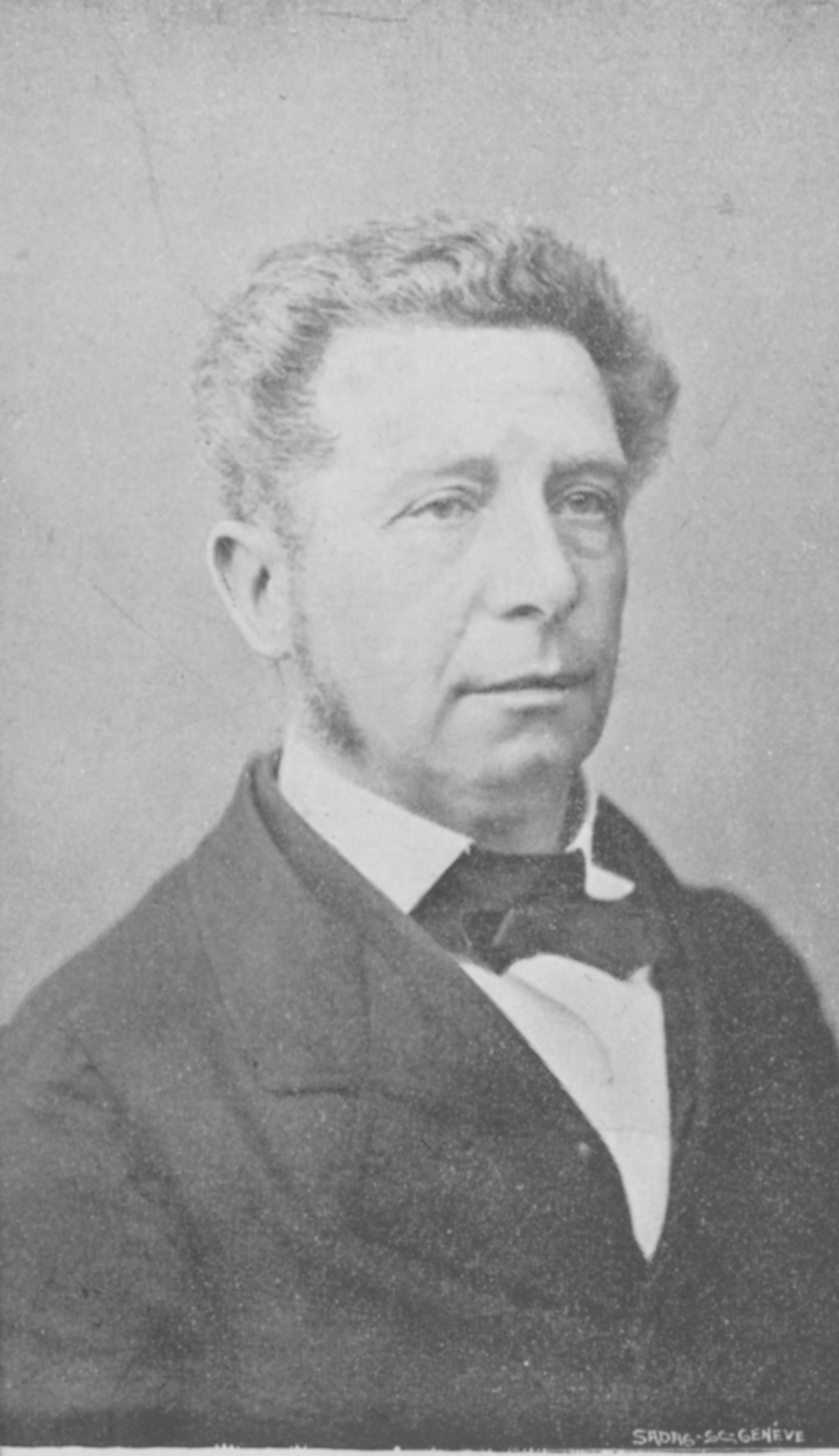
Albert Schaffter (1823–1897), Professor an der Universität Bern

Albert Antoine Amadée Schaffter (* 28. Juli 1823 in Bern; † 31. Juli 1897 in Nashville) war ein Schweizer Theologe, Romanist, Anglist, Geograph und Hochschullehrer.
Schaffter besuchte das Institut von Karl Wilhelm Bouterwek in Wabern wo sowohl der physische Unterricht als auch die Ausbildung in alten und neuen Sprachen besondere Berücksichtigung fanden. Anschliessend bereitete er sich am Gymnasium in Bern auf das Universitätsstudium vor. Schaffter studierte von 1842 bis 1846 Theologie an der Universität Bern, wo auch Samuel Lutz und Matthias Schneckenburger lehrten. Er absolvierte das theologische Staatsexamen, wurde am 26. August 1846 von der bernischen Landeskirche in das Predigtamt gewählt und promovierte an der Philosophisch-historischen Fakultät in Bern mit der Arbeit Die ächte Lage des heiligen Grabes : eine historisch-archaeologische Untersuchung zum Dr. phil. Dieser Text mit einem lithographierten Plan von Jerusalem von Albert Schaffter V.D.M. wurde 1849 in der Druckerei Stämpfli gedruckt. Die Untersuchung fand zum Beispiel Beachtung in der Bibliographica geographica Palaestinae des namhaften Kenners der Palästina-Literatur Titus Tobler oder 1852 in der Zeitschrift The Museum of classical antiquities.

## Werdegang

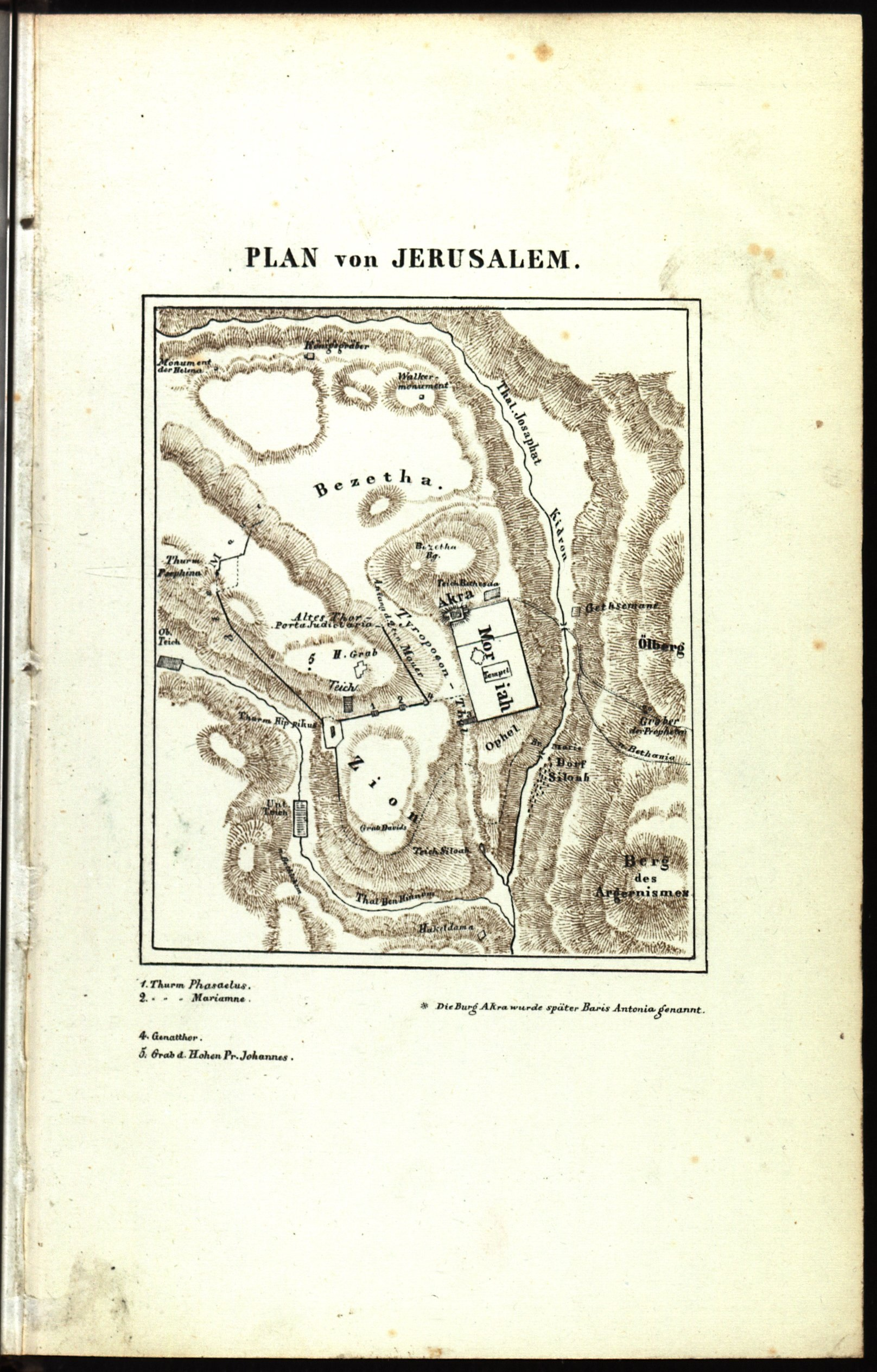
Plan von Jerusalem von Albert Schaffter, 1849

Albert Schaffter war Sohn des pietistischen Auguste Schaffter (1788–1861), der als Pfarrer an der französischen Kirche in Bern tätig war und an der Akademie in Bern praktische Theologie in französischer Sprache lehrte. Auguste Schaffter gehörte zu den prägenden Personen der Berner Erweckungsbewegung.
Albert Schaffters weiterer Werdegang war eher aussergewöhnlich. Von Samuel Gobat, Missionar und evangelisch-anglikanischer Bischof der Diözese von Jerusalem erhielt Albert Schaffter das Angebot als Hauslehrer und Kaplan der deutschsprachigen Kirche des Bischofs nach Jerusalem zu reisen, wo er 1846 eintraf. 1847 kehrte er wieder nach Europa zurück. In Bonn verfasste er eine Untersuchung über die wahre Lage des heiligen Grabes, die er später als Dissertation einreichte. Anschliessend hielt er sich bis 1849 in London auf, um dann in Moutier einige Monate als Vikar bei Pfarrer Moschard und darauf in Bern als Vikar bei seinem Vater, der ernstlich erkrankt war, tätig zu sein.
Im Mai 1850 akzeptierte Schaffter eine Tätigkeit als reformierter Pfarrer in Livorno an der holländisch-deutschen Kirche, die er im Juni antrat und bis April 1854 ausübte. Hier machte er auch Bekanntschaft mit der Exkursion von Cornelius Vanderbilt, die auf ihrer Kreuzfahrt mit der Dampfyacht North Star auch in Livorno anlegte. In dieser Zeit machte er bei einer Reise nach Genf Bekanntschaft mit Professor Jean-Henri Merle d’Aubigné, der ihn als reformierter Prediger der französischen Kirche in Montreal vorsah. Schaffter schiffte in Liverpool ein und besuchte später auch New York, Philadelphia, Washington, Cincinnati, Louisville, was ihm eine reiche Ausbeute an geographischen Kenntnissen ermöglichte. Zurück in Bern nahm er 1854 das Amt als Vikar bei seinem Vater wieder auf. Am 8. Februar 1855 hielt Albert Schaffter aus eigener Anschauung einen Vortrag über die Sklaverei in Nordamerika. In demselben Jahr trat er eine Stelle als Pfarrer der französischen Kirche in Neapel an. Zwischen 1857 und 1860 hielt er sich in Florenz als Gesandtschaftsprediger bei der Preussischen Gesandtschaft im Grossherzogtum Toskana auf. 1860 reiste Schaffter in Erwartung einer Beschäftigung beim preussischen Aussenministerium nach Berlin. Zurück in der Schweiz übte er von 1860 bis 1863 das Amt des Pfarrers in Moutier aus.
Am 13. Januar 1863 heiratete Albert Schaffter Clara Bischoff. Der Ehe entstammten drei Kinder: Hélène (* 1864), Rudolf (* 1866) und Hermine (* 1867). Mit seiner Wahl als ausserordentlicher Professor für Theologie in französischer Sprache (1863 bis 1865) sowie für französische Sprache und Literatur (ab 1863) wurde Albert Schaffter Hochschullehrer an der Universität Bern. 1866 wurde Schaffter in die Berner Freimaurerloge "Zur Hoffnung" aufgenommen. Von 1866 bis 1867 wirkte er auch als Schulvorsteher der burgerlichen (städtischen) Mädchenschule. In einem Aufruf des zwei Jahre zuvor in Olten gegründeten Schweizerischen Auswanderungsvereins wurde Professor Schaffter 1867 als Beisitzer in dessen Vorstand genannt. 1868 nahm Schaffter als Vorstandsmitglied des Auswanderungsvereins an einer Versammlung im Casino Bern teil, an der das Vorhaben von Eugen Hermann Plümacher einer Auswanderung nach Tennessee besprochen wurde und an der Schaffter aus dem Vorstand zurücktrat. 1873 wurde Schaffter zum ordentlichen Professor für romanische Sprachen und Literaturen ernannt. Neben romanischen Sprachen und Literaturen lehrte er auch englische Literatur. In seiner Zeit als Professor in Bern, setzte er mit der Unterstützung mehrerer Freunde 1873 die Idee zur Gründung der Geographischen Gesellschaft in Bern um. Die Gründungsversammlung fand am 15. Mai 1873 in der Zunftstube zu Webern in Bern unter Leitung von Schaffter statt. 15 Mitglieder nahmen teil und liessen sich in die Gesellschaft aufnehmen. Die Statuten wurden angenommen und ein Vorstand gewählt. Schaffter hielt einen der ersten Vorträge in der Geographischen Gesellschaft zu den Altertümern von Mexiko und Yucatan nach Gaullieur.
1873 bereiste eine japanische Sondergesandtschaft, die Iwakura-Mission, die Schweiz, wobei Schaffter diese über die bernischen Schulen informierte. In jenen Jahren beschäftigte er sich auch mit der Frage einer Besiedlung Zyperns. 1875 rief er zu einer Beteiligung am geographischen Kongress in Paris auf. Seinem weltoffenen Geist folgend, entschied er sich im Jahr 1875 zum Kauf eines grossen Anwesens in Beersheba Springs, Tennessee, um als Farmer mit Frau und Kindern nach den Vereinigten Staaten auszuwandern. 1877 wird Schaffter im Zusammenhang mit der Idee eines Vorhabens einer Floating University (Studiensemester auf hoher See) genannt. Am 6. August 1881 wurde Albert Schaffter zum Honorarprofessor für Deutsch, Italienisch und Französisch sowie für Französische Literatur an der University of the South in Sewanee, Tennessee gewählt.
Während eines Europabesuchs hielt Schaffter 1882 bei der Geographischen Gesellschaft Bern einen öffentlichen Vortrag über den Staat Tennessee und traf den späteren Bundesrat Emil Frey, der ihm die Stelle als Legationsrat in Washington anbot. Im selben Jahr erteilte der Schweizerische Bundesrat dem Gesandten Emil Frey in Washington die Genehmigung zur Wahl von Albert Schaffter als Legationsrat an der Gesandtschaft der Schweiz in Washington. Schaffter übte diese Funktion als erster Gesandtschaftssekretär an der schweizerischen Gesandtschaft in den Vereinigten Staaten bis 1883 aus. Die nächsten Jahre lebte Schaffter bis 1890 ruhig mit seiner Familie in Spartanburg. 1889 nahm er an der Synode in Spartanburg teil. Auf Vorschlag von Bischof Charles Todd Quintard der Diözese Tennessee der Episkopalkirche der Vereinigten Staaten wurde Schaffter am 21. Mai 1893 in Nashville als Diakon ordiniert und am 20. September 1893 in das Priesteramt aufgenommen. Bischof Quintard übertrug ihm die Leitung der Hoffmann Hall (Einrichtung zur Ausbildung afroamerikanischer Geistlicher). Am 25. November 1893 verschrieben Albert und Clara Schaffter einen halben Hektar Land in Beersheba Springs zum Bau einer Kirche in der alle und jede Konfession Gottesdienste abhalten können.
Albert Schaffter blieb auch brieflich in Kontakt mit der alten Heimat, wie eine Notiz zeigt, die 1894 in der Zeitschrift Alpina der gleichnamigen Freimaurer-Grossloge in Bern erschien. Darin liess Albert Schaffter den Brüdern der Loge Grüsse ausrichten. Albert Schaffter verstarb am 31. Juli 1897. Sein Grabmal steht im Mount Olive Friedhof in Nashville.

## Werke (Auswahl)
- Die ächte Lage des heiligen Grabes. Eine historisch-archaeologische Untersuchung. Stämpfli, Bern 1849 (zugl. Diss. phil. Hochschule, Bern). (Digitalisat).
- Ein Ausflug nach der Insel Jersey nebst vorherigem Besuch des Bonner-Universitätsjubiläums (1868). In: Berner Taschenbuch 20 (1871), S. 249–303 (Digitalisat in E-Periodica).
- Dr. Alfred [sic!] Schaffter. In: Adelrich Steinach: Geschichte und Leben der Schweizer Kolonien in den Vereinigten Staaten von Nord-Amerika[91]. New York, 1889, S. 148-149. Abgerufen am 21. August 2017.

## Archive
- Graz: Hugo Schuchardt Archiv.[95]
- Saint-Imier: Centre de recherche et de documentation du Jura bernois.[96]